# Cornelis Wichers Wierdsma
Cornelis Wichers Wierdsma (Leeuwarden, 10 juni 1823 - aldaar, 23 maart 1902) was een Nederlands bestuurder.
Wierdsma was een telg uit het geslacht Wierdsma en een zoon van mr. Pieter Wierdsma (1776-1846), president van het provinciaal gerechtshof van Friesland, en Johanna Elisabeth Wichers (1778-1856), telg uit de niet-adellijke tak van het geslacht Wichers. In 1849 promoveerde hij in de rechten aan de universiteit van Groningen op stellingen. Een jaar later werd hij grietman van Hennaarderadeel, en na de inwerkingtreding van de Gemeentewet in 1851 burgemeester, hetgeen hij bleef tot 1868. Daarnaast was hij plaatsvervangend kantonrechter te Bolsward. Zijn oomzegger Wiardus Willem Hopperus Buma (1865-1934), zoon van zijn zwager, werd dertig jaar na hem eveneens burgemeester van Hennaarderadeel.
Wierdsma trouwde in 1850 met Rolina Maria Buma (1824-1853) met wie hij twee zonen kreeg, onder wie de latere burgemeester van Franeker mr. Wiardus Willem Wichers Wierdsma (1853-1946), vader van de graficus Roline Wichers Wierdsma (1891-1970). Wierdsma-Buma overleed in het jaar van de geboorte van haar jongste zoon. De weduwnaar hertrouwde daarna in 1859 met Louise Christine Egbertine Françoise Rengers Hora Siccama (1839-1875), telg uit het geslacht Siccama. Met een kleinzoon stierf de tak Wichers Wierdsma in 1987 uit.